# فرنلیوس (دهانه)
فرنلیوس یک دهانه برخوردی در ماه‌ است.

## دهانه‌های اقماری
این دهانه ۵ دهانه اقماری دارد.
| Fernelius | عرض جغرافیایی | طول جغرافیایی | قطر          |
| --------- | ------------- | ------------- | ------------ |
| A         | ۳۸.۳° S       | ۳.۵° E        | ۳۰.۰ کیلومتر |
| C         | ۳۸.۹° S       | ۴.۴° E        | ۷.۰ کیلومتر  |
| B         | ۳۷.۴° S       | ۴.۱° E        | ۱۰.۰ کیلومتر |
| E         | ۳۸.۳° S       | ۶.۶° E        | ۶.۰ کیلومتر  |
| D         | ۳۸.۲° S       | ۶.۲° E        | ۷.۰ کیلومتر  |